# Noah Kirkwood
Noah Arthur Kirkwood (Ottawa, 27 dicembre 1999) è un cestista canadese.

## Carriera

### Nazionale
Nel 2017 ha vinto, con la nazionale Under-19 canadese, il Mondiale di categoria, disputato in Egitto.